# René Bousquet (biographie)
Pour les articles homonymes, voir René Bousquet (rugby), René Bousquet et Bousquet.
René Bousquet est un récit biographique écrit par l'écrivain Pascale Froment, sur l'homme politique et collaborateur René Bousquet.

## Présentation
Ce volumineux ouvrage reprend toute la biographie de René Bousquet pour tenter de dégager ce qui a poussé cet homme, jeune politique brillant à la fin de la troisième république, promis à un bel espoir, à apporter sa collaboration au régime de Vichy et à s'engager dans cette entreprise aventureuse. L'auteure pose cette question complexe de savoir pourquoi un homme intelligent peut faillir à ce point et jusqu'où peut conduire l'ambition en politique.

## Contenu et synthèse
Alors que Pascale Froment s'apprête à mettre une touche finale à ce livre qu'elle porte depuis plus d'un an et demi, le 8 juin 1993 René Bousquet est assassiné. Son parcours n'avait apparemment rien de particulier : il était de ces hauts fonctionnaires serviteurs de l'état qui avait servi Vichy et s'était pour la plupart assez bien sorti de cette situation difficile à la libération, après un procès bâclé. 
Mais longtemps après, son nom revenait à la une de l'actualité, le passé pourtant soigneusement dissimulé, remontait à la surface et devait relever le défi de cette terrible accusation : crime contre l'humanité. L'ancien secrétaire général à la police d'avril 1942 à décembre 1943 devrait de nouveau rendre compte à la justice -et au-delà aux victimes- de ses faits et gestes à cette époque, et de les justifier.
« Autre chose excitait ma curiosité, écrit Pascale Froment dans sa présentation, comment un fonctionnaire couvé par le radical-socialisme avait-il pu suivre Laval et Vichy [...] comment avait-il pu opérer un remarquable redressement après-guerre ? » 